# 芙蓉江镇
芙蓉江镇，是中华人民共和国贵州省遵义市正安县下辖的一个乡镇级行政单位。
2013年11月12日，贵州省人民政府批复同意撤销俭坪乡，设置芙蓉江镇。

## 行政区划
芙蓉江镇下辖以下地区：
保龙村、尖山村、合作村、俭坪村、龙泉村和马河村。